# Jacques Dubrulle
Jacques Dubrulle (Gent, 1943) is een Belgisch filmproducent, gewezen bestuurder van het Festival van Vlaanderen Gent en Historische Steden en gewezen gedelegeerd bestuurder en algemeen directeur van het Internationaal Filmfestival van Vlaanderen-Gent, het huidige Film Fest Gent.

## Biografie
Jacques Dubrulle werd in 1943 in Gent, Oost-Vlaanderen, geboren als zoon van Albert Dubrulle (boekhandelaar-uitgever) en Mariette Seghers. Dubrulle ging naar het Sint-Lievenscollege in Gent (humaniora) en vervolgens naar de filmschool NARAFI in Vorst. Na zijn hogere studies in Vorst, begon hij als zelfstandig fotograaf. Later startte hij Prim's adviesbureau en werd vervolgens directeur van NV Securex Communicatie in Gent.

### Daska Films
Parallel met zijn beroepsactiviteiten ontwikkelde Dubrulle zijn filmactiviteiten en richtte samen met cineast Jean Daskalidès de productiemaatschappij "Daska Films" op. In 1973 produceerde hij Kruiswegstraat 6, de enige langspeelfilm van Daskalidès, een verfilming van de psychologische roman De Dames Verbrugge (1953) van de Gentse journalist Roger Martens met onder anderen Marie-José Nat en Nand Baertin de hoofdrollen. De film kreeg in Vlaanderen overwegend positieve kritieken maar pogingen om de film ook internationaal te lanceren mislukten.
Dubrulle maakt als productieleider bij Daska Films vele korte films, onder meer over de Olympische Spelen in Montreal en Moskou en over landen als Rwanda en Ivoorkust. Daska Films produceerde onder andere industriële films, medische films (onder andere over operaties), toeristische films en documentaires waarbij Dubrulle instond voor de hoofdredactie en montage op 35mm-film, voor filmjournaals voor Gent, en later ook voor Antwerpen en Kortrijk. Daska Films bracht van 1975 tot 1988 om de twee weken een documentaire uit met nieuws uit de regio Gent. Ongeveer 2000 reportages werden verwerkt tot bijna 350 journaals. Door de opkomst van video en de start van de regionale televisiezender AVS werden deze activiteiten uiteindelijk gestaakt. Dubrulle werkte ook mee aan de speelfilm Dust van Marion Hänsel met Jane Birkin in de hoofdrol, goed voor een Zilveren Leeuw op het Filmfestival van Venetië. De film werd ook in 1985 geselecteerd als Belgische inzending voor de Oscar voor beste internationale film.

### Filmfestival van Gent
Het in 1974 opgerichte 'Het Eerste Internationaal Filmgebeuren van Gent' kwam einde van de jaren 1970 in organisatorische en financiële problemen. Onder impuls van Dubrulle kreeg het noodlijdende 'Filmgebeuren' een nieuw elan. Hij bouwt een broodnodige structuur uit en richt in 1979 de vzw op die het festival een essentiële ruggengraat bood. De oprichting van deze vzw zorgde ervoor dat de overheden (de stad Gent, provincie Oost-Vlaanderen, de federale en (later) de Vlaamse overheid) konden participeren en financieel bijdragen. In 2013, na bijna 34 jaar de algemene leiding van het Filmfestival te hebben waargenomen, gaf Dubrulle zijn ontslag en werd hij benoemd als erevoorzitter van de raad van bestuur van Film Fest Gent. Ter ere van het 40-jarig bestaan van het filmfestival kreeg Jacques Dubrulle in oktober 2013 een Joseph Plateau Honorary Award toegekend.